# Джеймс Спенслі
Джеймс Річардсон Спенслі (англ. James Richardson Spensley; 17 травня 1867, Лондон — 10 листопада 1915, Майнц) — англійський футболіст, тренер, футбольний лікар, скаут. Вважається одним із засновників футболу в Італії. Великий філантроп, який підтримував сиріт та бездомних дітей у Генуї.

## Біографія
Джеймс Спенслі народився 17 травня 1867 року в Сток-Ньювінгтоні, одному з районів Лондона в родині Вільяма Спенслі (англ. William Spensley) і Елізабет Еліс Річардсон (англ. Elizabeth Alice Richardson), хоча Джеймс народився в Лондоні, його родина була родом зі Свейлдейла у графстві Йоркшир.
У молодості у Спенслі було велике коло інтересів, що включало східні релігії та мови, до того ж він чудово розмовляв грецькою і знав санскрит, крім цього, Спенслі захоплювався боксом та футболом. Спенслі працював лікарем, а ще якийсь час був кореспондентом газети Daily Mail.
1896 року Спенслі прибув до італійського міста Генуя, щоб лікувати британських матросів, які працюють на «вугільних» судах. У ті роки в Лігурії була велика колонія британців, яка, як і всі вихідці з «Туманного Альбіону», пропагувала свої види спорту, включаючи футбол і крикет. Джеймс Спенслі мало відрізнявся від інших британців, він навіть грав голкіпером у маленькій команді його рідного міста. Спортивні ігри англійців привернули увагу корінних жителів Італії, для яких такий вид проведення часу був новинкою.
У рік свого приїзду до Генуї, Спенслі прийшов до клубу «Дженоа», який був створений трьома роками раніше британськими підданими. Клуб підтримувався шотландськими промисловцями і був на той час досить забезпеченим. «Дженоа» проводив матчі між своїми одноклубниками або проти команд англійських моряків, яких було багато в портовій Генуї, іноді грав із командою гімнастів університету Андреа Дорії.
Одразу після свого приходу до «Дженоа» Спенслі звернув на себе увагу, як чудовий організатор матчів та тренувань команди, він був призначений капітаном клубу і першим головним тренером.
Організаторські здібності Спенслі виявилися і в іншому, він став одним із організаторів першого в Італії матчу між командами різних міст. Це сталося 6 січня 1898 року, коли між собою зустрічалися «Дженоа» та збірна Турину, що складалась з гравців клубів «Інтернаціонале Торіно» та «Торінезе», збірна туринців перемогла у цій грі 1:0. Але сама гра мала іншу, набагато більшу значимість, після неї у Спенслі з'явилася ідея об'єднати всі клуби в одну лігу, як в Англії, і проводити національний чемпіонат.
Інша заслуга Спенслі полягає в тому, що він пропонував вступати до клубу італійцям та людям інших країн (до цього в клубах Італії були виключно британці), як гравці та компаньйони (зараз це еквівалент спонсора). Завдяки Спенслі в «Дженоа» могли грати такі футболісти, як швейцарські брати Пастери — Енріко та Едоардо, які народилися у Генуї.
У 1898 році був організований за участю Спенслі перший італійський чемпіонат. Спенслі грав за «Дженоа» у ньому на двох позиціях, воротаря та захисника, місце у воротах Спенслі зайняв після травми єдиного голкіпера команди Вільяма Бейрда. Перший чемпіонат Італії «Дженоа» впевнено виграло. Після закінчення переможного сезону, Спенслі запропонував ідею змінити назву з «Дженоа Крикет і Атлетик Клуб» на «Дженоа Крикет і Футбол Клуб», яка була схвалена. Спенслі виступав за «Дженоа», з яким 6 разів виграв чемпіонат Італії, і був медиком команди до 1906 року, коли у віці 39 років завершив кар'єру футболіста, але ще один рік залишався тренером команди. Згодом у листопаді 1908 року він тренував інший генуезький клуб «Андреа Доріа».
Ще одним починанням Спенслі в Італії став скаутинг. Він мав книгу «Scouting for Boys» (Скаутинг хлопців) з автографом Роберта Баден-Пауелла, засновника скаутського руху в Англії. У 1910 році генуезька асоціація Ювентус Юват, також звана Джойозе, яку заснував Маріо Мацца, вирішила створити скаутський рух і в Італії, перші спроби якої проходили в Баньї ді Лукка, а керував цим процесом Френсіс Вейн. Вейн і запропонував Спенслі обговорити перспективи розвитку скаутингу в Італії на конференції 13 листопада 1910 року. Після конференції народилася секція Молодих Італійських дослідників — МІІ (Ragazzi Esploratori Italiani — REI). Президентом «дослідників» був призначений Оттавіо Регіні, Мацца став секретарем, а Спенслі — уповноваженим представником у Лігурії. Але до кінця 1911 року у Регіні та Мацци виник, внаслідок чого Мацца вийшов із МІІ і відновив Джойозе, вийшов із МІІ і Спенслі з невеликою з групою «дослідників», ця група тісно співпрацювала з Джойозе Мацци.
Під час першої світової війни Спенслі був відправлений на фронт як польовий лікар, а потім його здібності та досвід скауту стали використовувати в Королівському медичному армійському корпусі, в якому він служив у чині лейтенанта. Спенслі був поранений на полі бою, коли допомагав ворожому солдатові, а через деякий час Спенслі помер у лікарні Майнца. Його могила була випадково виявлена у 1990-х на цвинтарі Niederzwehren у місті Кассель двома генуезькими студентами.

## Досягнення
- Чемпіон Італії: 1898, 1899, 1900, 1902, 1903, 1904